# Fulmarus
Fulmarus – rodzaj ptaków z rodziny burzykowatych (Procellariidae).

## Zasięg występowania
Rodzaj obejmuje gatunki oceaniczne występujące na wybrzeżach, wyspach i otwartych wodach Oceanu Arktycznego, Atlantyckiego, Spokojnego i Południowego.

## Morfologia
Długość ciała 45–50 cm, rozpiętość skrzydeł 102–120 cm; masa ciała samic 535–1020 g, samców 689–1180 g.

## Systematyka

### Etymologia
- Fulmarus: stnor. nazwa Fúlmár (fúll „cuchnący”; már „mewa”) dla fulmara zwyczajnego[9].
- Halohippus: gr. ἁλς hals, ἁλος halos „morze”; ἱππος hippos „koń”[9]. Gatunek typowy: Procellaria glacialis Linnaeus, 1761.
- Rhantistes: gr. ῥαντης rhantēs „tryskacz”, od ῥαινω rhainō „tryskać”[9]. Gatunek typowy: Procellaria glacialis Linnaeus, 1761.
- Wagellus: przestarzała, kornwalijska nazwa Wagel dla wydrzyka ostrosternego lub mewy siodłatej[9]. Gatunek typowy: Procellaria glacialis Linnaeus, 1761.
- Priocella: zbitka wyrazowa nazw rodzajów: Prion Lesson, 1829 (petrelek) i Procellaria Linnaeus, 1758 (burzyk)[9]. Gatunek typowy: Priocella garnotii Hombron & Jacquinot, 1844 (= Procellaria glacialoides A. Smith, 1840).

### Podział systematyczny
Do rodzaju należą następujące gatunki:
- Fulmarus glacialis (Linnaeus, 1761) – fulmar zwyczajny
- Fulmarus glacialoides (A. Smith, 1840) – fulmar południowy